# أولاد سيدي زيان (تيساف)
أولاد سيدي زيان هي إحدى مشيخات المملكة المغربية، تتبع جغرافيا لإقليم بولمان وإداريًا لتيساف. يقدر عدد سكانها بـ 2629 نسمة حسب الإحصاء الرسمي للسكان والسكنى لسنة 2004.